# 홀리 필스
홀리 필즈(Holly Fields, 1976년 10월 11일 ~ )는 미국의 배우, 성우이다.
새크라멘토에서 태어났다.

## 출연 작품
- 더 원스 (미정, The Ones)
- 킹스 하이웨이 (2002년) - 브릿짓 역
- 위시마스터 2 (1999년)
- 인터셉터 포스 (1999년)
- 세 소녀 이야기 (1994, Runaway Daughters)
- 씨드피플 (1992년)
- 사랑의 무기 (1991년)
- LA 대지진 특급 (1990년)
- 커뮤니언 (1989년)
- 할리우드의 출세기 (1989년)
- 엄마의 새출발 (1989년)
- 외계인 알프 (1986년)

### 텔레비전
- The O.C. (2004)